# Guillermo Iberio Ortiz Mayagoitia

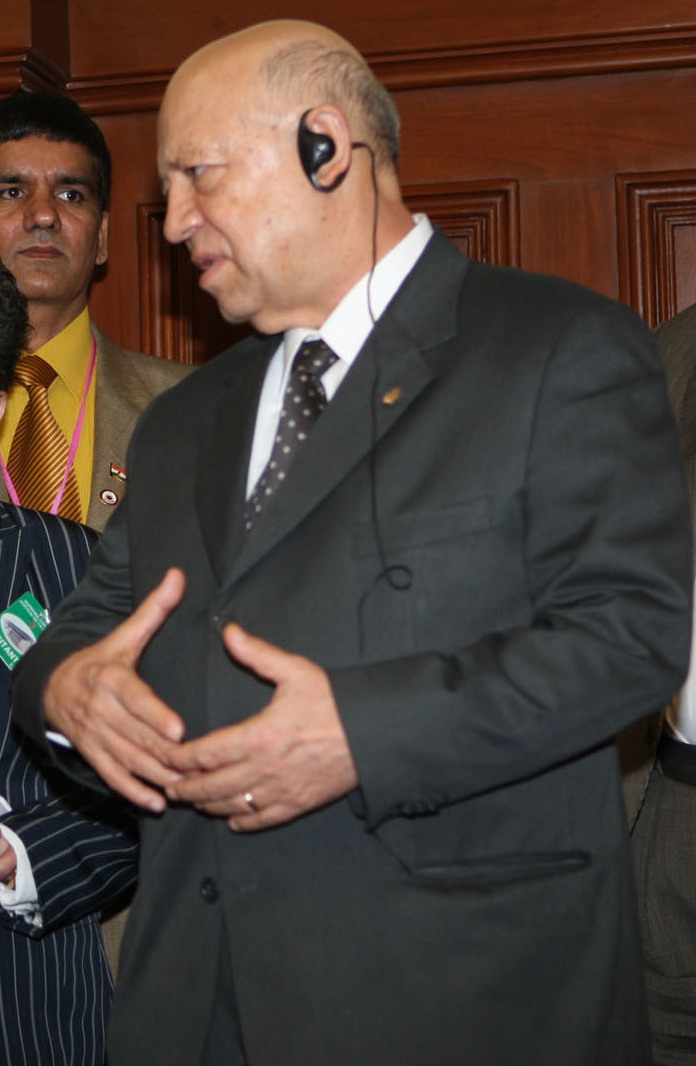
Ortiz Mayagoitia em 2008

Guillermo Iberio Ortiz Mayagoitia (10 de fevereiro de 1941) é um jurista mexicano e juiz do Supremo Tribunal. Ele servia como presidente da Corte Suprema de Justiça da Nação para o período de 2 de janeiro de 2007 a 31 de dezembro de 2010.